# Menselijke bevruchting
Menselijke bevruchting is de bevruchting (conceptie) bij de mens waarbij een zaadcel een eicel bevrucht. Het kan plaatsvinden na vaginale geslachtsgemeenschap waarbij de man ejaculeert waarbij sperma in de vagina wordt gespoten. Het sperma vindt in ongeveer 10 uur een weg via de baarmoederhals en de baarmoeder naar de eileider voor het bevruchten van de eicel. Bevruchting is mogelijk als de ovulatie kort voor of na de ejaculatie plaatsvindt: de eicel leeft 12 tot 24 uur, de zaadcellen zo’n 72 uur. Na de bevruchting begint de eicel te delen en volgt ongeveer zes dagen later de innesteling in de baarmoeder. Er zijn aanwijzingen dat bij de mens tot ca. 40-50% van alle bevruchte eicellen al in een zeer vroeg stadium (uren tot enige dagen) spontaan te gronde gaat. Dit bevruchten en te gronde gaan merkt men niet, dus wordt het ervaren als niet zwanger worden, en niet als een afgebroken zwangerschap. 
Bij een succesvol innesteling van de blastocyste in de baarmoeder gaat de groei van het embryo en vervolgens de foetus verder. Dit duurt ongeveer 9 maanden of 42 weken. Deze tijd wordt de zwangerschap genoemd. De zwangerschap eindigt met de bevalling. 